# Ennada innotata
Ennada innotata är en fjärilsart som beskrevs av W. Warren 1897. Ennada innotata ingår i släktet Ennada och familjen mätare. Inga underarter finns listade i Catalogue of Life.